# Vagn i Japan
Vagn i Japan var ett danskt reseprogram i sex halvtimmesavsnitt som ursprungligen sändes av DR1 våren och sommaren 2002. Sedan dess har det repriserats ett antal gånger. I Sverige har SVT sänt serien, med start 27 april 2003. Programmet gick ut på att Vagn Olsen reste runt för att skildra dagens Japan.

### Fotnoter
1. ↑  ”Vagn i Japan”. Svensk mediedatabas. 27 april 2003. https://smdb.kb.se/catalog/id/001597303. Läst 22 oktober 2017.